# Saint-Maclou-de-Folleville
Saint-Maclou-de-Folleville é uma comuna francesa na região administrativa da Normandia, no departamento de Sena Marítimo. Estende-se por uma área de 13,32 km². Em 2010 a comuna tinha 638 habitantes (densidade: 47,9 hab./km²).